# Cornelius Becker
Cornelius Becker, född 24 oktober 1561, död 25 maj 1604, var en tysk präst och psalmförfattare. 
Becker parafraserade flera Davidspsalmer, bland andra nr 62, på tyska, vilka senare översattes till svenska av Haquin Spegel 1688. I Tyskland utgavs hans översättningar 1602, två år innan han dog, i Psalter Dauids Gesangweis, som tonsattes av Heinrich Schütz 1618. I 1819 års psalmbok finns den nämnda medtagen med nummer 228. Han är representerad med nitton psalmer i 1695 års psalmbok. 
Becker var professor i teologi samt kyrkoherde i Sankt Nicolai kyrka i Leipzig.

## Psalmer[5]
- Ack HErre straffa icke migh (1695 nr 27) HErr straff mich nicht in deinem Zorn översatt av Jakob Arrhenius Finns på Wikisource.
- Then som under hans beskärm boor (1695 nr 80) Wer sich dess Höchten Schirm
- Döm migh / min Gudh (1695 nr 54) GOTT führe mein Sach un'
- Ett kostligt ting och godt thet är (1695 nr 81) Es ist fürwahr ein köstlich
- Gudh hör min böön (1695 nr 62) Erhör mein Gebetg, du treuer översatt av Haquin Spegel
- Gudh! Skynda tigh at frälsa migh (1695 nr 69) översatt av Jesper Swedberg
- HErre som offta nådelig (1695 nr 77) HERR, der Du vormals gnädig warst
- HErren wår Gudh ware tigh blijd (1695 nr 38) Der HErr erhör dich in der Noth
- Himlarna medh all theras häär (1695 nr 37) Die Himmel HERR dichtpreisen sehr
- Hielp migh / min Gudh / min sorg migh qwäl (1695 nr 68) Gott hilff, denn
- Jag lyfter mina händer (1695 nr 95, 1819 nr 33) Ich hebe meine Hände översatt av Haquin Spegel Finns på Wikisource.
- Kommer här och låter (1695 nr 83) Kommt hier und last uns
- Min själ skall utav hjärtans grund (1695 nr 108) Mein Seel soll loben GOtt den HErrn
- Mitt fasta hopp till Herren står (1695 nr 65, 1819 nr 228, 1937 nr 311) skriven 1602 översatt av Haquin Spegel (enligt 1937 års psalmbok, i 1819 års psalmbok anges Erik Lindschöld)
- O Herre Gud af Himmelrik! / Vår tilflygt är du evinnerlig Baserad på psaltaren 90, tidigare kallad Mosis Psalm (Swenske Songer eller wisor 1536 och 1695 nr 79) HERR GOTT Vater im Himmelreich Finns på Wikisource.
- O Herre hwad en mächtig hoop (1695 nr 24) Ach wie gross ist der Feinde Rot Finns på Wikisource.
- Om nåd och rätt jag tänker sjunga (1695 nr 85, 1819 nr 299) Von Gnad und Recht översatt av Jesper Swedberg
- Säll är den man, som fruktar Gud Der ist fürwahr ein seelig Mann (1695 nr 89) Finns på Wikisource.
- Säll är then man som hafwer kär (1695 nr 52)
- Tin Öron / HErre / til migh bög (1695 nr 78) HERR, neig zu mir Dein gnädig Ohr Haquin Spegel